# SBT On Line
SBT On Line, conhecida pela sigla SOL, foi uma empresa provedora de internet brasileira pertencente ao Grupo Silvio Santos.

## História
A empresa começou a ser desenvolvida em 1996 e foi inaugurada em outubro de 1997, com investimento de cerca de US$ 30 a 40 milhões. Em dezembro de 1997, dois meses apos o lançamento do provedor, os 3 principais diretores da empresa foram demitidos; em 1999 a assinatura do provedor custava R$ 35,00 e tinha acesso à internet ilimitado, e o assinante tinha direito a 1 mês grátis. Em janeiro de 2001 o Grupo Silvio Santos anunciou o fim do SBT On Line devido a um prejuízo que chegava a R$ 40 milhões e todos os assinantes foram transferidos para outro provedor; a empresa foi extinta no primeiro semestre de 2001.
O serviço possuía um chat próprio que, de acordo com a Ernst & Young, retinha 2% do mercado em 1999.